# Marulanda (Caldas)
Marulanda est une municipalité située dans le département de Caldas, en Colombie.